# Traugott Böhme

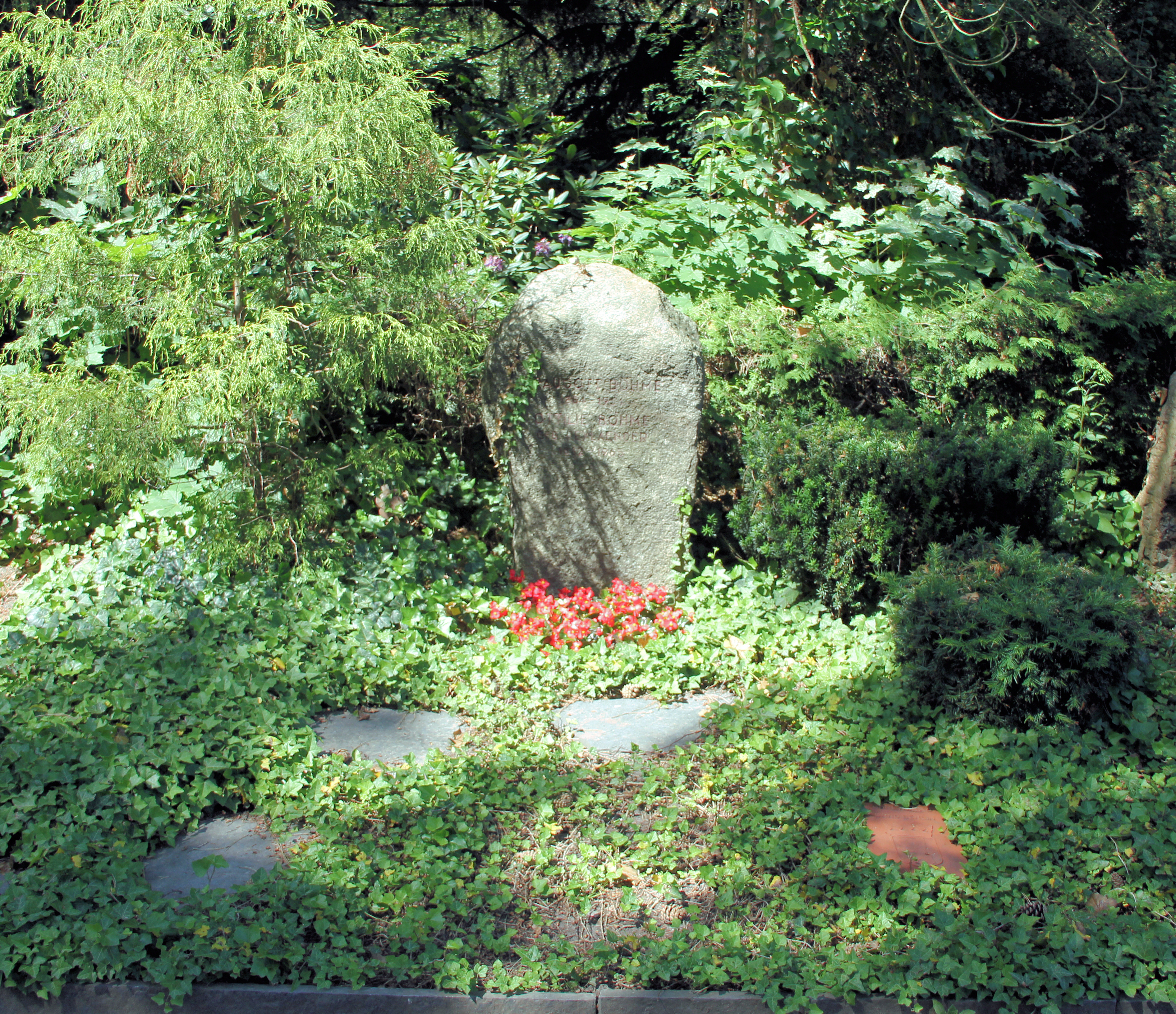
Ehrengrab, Thuner Platz 2–4, in Berlin-Lichterfelde

Traugott Böhme (* 23. Mai 1884 in Rottleberode; † 3. Januar 1954 in Berlin) war ein deutscher Pädagoge.

## Leben
Traugott Böhme war der Sohn des gleichnamigen Mittelschullehrers in Rottleberode und Stempeda und der Ida, geb. Ehrhardt. Böhme studierte ab 1902 neuere Sprachen in Berlin und wurde 1909 promoviert. 1913 wurde er als preußischer Austauschlehrer nach Nordamerika geschickt. 1913 und 1914 war er an der Columbia University in New York tätig und wurde 1919 Lehrer an der Deutschen Oberrealschule und Höheren Töchterschule in Mexiko. Nach seiner Rückkehr nach Deutschland wurde er 1928 vortragender Legationsrat im Auswärtigen Amt im Referat für das deutsche Schulwesen im Ausland. 1929 heiratete er in zweiter Ehe die Malerin Ottilie Reylaender. Seit 1933 war er Vorstandsmitglied des Instituts für Völkerpädagogik. 1938 wurde er im Auswärtigen Amt in den einstweiligen Ruhestand versetzt und war seit 1940 kommissarisch Lehrer am Goethe-Lyzeum in Berlin. Vom 1. März 1946 bis 31. Juli 1950 war er tätig in der Deutschen Verwaltung für Volksbildung der SBZ und im Ministerium für Volksbildung der DDR und daneben von Mai 1947 bis August 1953 als Hochschullehrer an der Humboldt-Universität Berlin.
Böhme wurde 1954 auf dem Parkfriedhof Lichterfelde in Berlin-Lichterfelde beigesetzt. Die Grabstätte gehört zu den Ehrengräbern des Landes Berlin. Ottilie Reylaender starb 1965 und ruht ebenfalls dort.

## Schriften
- Spensers literarisches Nachleben bis zu Shelley. Berlin : Mayer & Müller, 1909. Promotionsschrift
- Der Deutsche in Mexiko. Langensalza : Julius Beltz, 1929